# Ingrid Hotz-Davies
Ingrid Hotz-Davies (* 1961) ist eine deutsche Anglistin.

## Leben
Sie erwarb das Staatsexamen an der Universität München. Nach der Promotion 1992 an der Dalhousie University und der Habilitation in München 2000 ist sie seit 2001 Professorin für Englische Literatur und Gender Studies in Tübingen.
Ihre Interessengebiete sind Gender / Queer Studies, Frauenliteratur von der Renaissance bis heute, frühneuzeitliche Literatur und Kommunikation unter Bedingungen der (Selbst-)Zensur und des Verbots.

## Schriften (Auswahl)
- Adversarial stances. Strategies of resistance in selected renaissance texts. Trier 1995, ISBN 3-88476-181-1.
- The creation of religious identities by English women poets from the seventeenth to the early twentieth century. Soulscapes. Lewiston 2001, ISBN 0-7734-7463-3.
- als Herausgeberin mit Gero Bauer und Regina Ammicht Quinn: Die Naturalisierung des Geschlechts. Zur Beharrlichkeit der Zweigeschlechtlichkeit. Bielefeld 2018, ISBN 3-8376-4110-4.
- als Herausgeberin mit Georg Vogt und Franziska Bergmann: The dark side of camp aesthetics. Queer economies of dirt, dust and patina. London 2018, ISBN 0-415-79078-6.